# 田谷川
田谷川（たやがわ）は、茨城県筑西市のうち、旧下館市中心部を流れる河川。一級河川利根川水系五行川（勤行川）の支流である。

## 地理
茨城県筑西市のうち、五行川（勤行川）の丙（桜町）から分岐して下館の市街地を流れ、南西寄りに流下する。
通称町名でいう桜町、鷹場町、稲荷町、中島町、文化町、田中町を経て下館駅東側で水戸線の架橋をくぐる。この付近で下岡崎に入り、水戸線をくぐったのちに東西へ分水する。東側の流路が本流であり、この本流は下岡崎近隣公園南側にある田谷川揚水機場を経て五行川に合流する。
なお、現在は五行川の取水堰は廃止されている。

## 歴史
- 高度経済成長期には汚濁が進み、新井正・沖野外輝夫（1973）による「茨城県下館市・田谷川堰の汚濁について」では「一般市民の河川へのごみ投棄を中止させなければ、汚濁は進む一方であろうと考えられる。」と記されているほど深刻な汚濁状況であった。

## 流域の自治体
- 茨城県筑西市

## 橋梁
茨城県
- 田谷橋（たやばし）
- 桜橋（さくらばし）
- 鷹場橋（たかばばし）
- 新鷹橋（しんたかばし）
- 文化橋（ぶんかばし）
- 水戸線橋梁

## 周辺施設
- さくら児童館
- かましん下館店
- セブンイレブン筑西市役所前店
- 水戸線・真岡線・常総線 下館駅
- 下岡崎近隣公園